# Soeuy Visal
Soeuy Visal (ur. 19 sierpnia 1995 w Phnom Penh) – kambodżański piłkarz, grający na pozycji środkowego obrońcy. Zawodnik i kapitan Svay Rieng FC. Reprezentant Kambodży.